# Anđelka Mihajlov
Anđelka Mihajlov (Dolovo, 1951) srpski je univerzitetski profesor i ekspert u oblasti održivog razvoja i životne sredine.
Značajne rezultate postigla je u međunarodnoj saradnji u oblasti životne sredine i održivog razvoja (ekspert UN, EU, itd). Više od dvadeset godina radi u oblasti životne sredine. Od juna 2002. do marta 2004.godine bila je ministar za zaštitu prirodnih bogatstava i životne sredine u Vladi Srbije. Od strane Programa UN za životnu sredinu (UNEP) 2006. godine prepoznata kao žena lider Zapadnog Balkana u oblasti životne sredine. Od 2005. do jula 2010. godine član Saveta za životnu sredinu Evropske banke za rekonstrukciju i razvoj u Londonu (EBRD - ENVAC).
Majka je dvoje dece.

## Obrazovanje i rad u prosveti
Rođena je od majke Živke (rođene Dražić) i oca Nenada. Pohađala je osnovne škole „Vuk Karadžić” i „Svetozar Marković” u Beogradu, Osmu beogradsku gimnaziju (sada Treća beogradska gimnazija), gde je maturirala 1969. godine. Na Tehnološko-metalurškom fakultetu Univerziteta u Beogradu diplomirala je 1974. godine na smeru za hemijsko inženjerstvo, kao jedan od najboljih studenata u generaciji. Magistrirala je na istom fakultetu 1977. godine iz oblasti hemijsko-inženjerske termodinamike, a doktorirala 1984. i stekla doktorat tehničkih nauka Univerziteta u Beogradu. Kao student bila je član Saveta fakulteta (1973-1976). Dodatno obrazovanje je stekla na Renselear Politehničkom Institutu, SAD (1991-1992), u Regionalnom centru za Bazelsku konvenciju UNEP-a u Bratislavi, Slovačka (1997—2000) i Evropskom institutu za javnu administraciju u Luksemburgu (2016—2018), kroz različite kurseve i treninge.
U nastavno-naučno zvanje asistenta-pripravnika izabrana je 1976. na Tehnološkom fakultetu Univerziteta u Novom Sadu, a u zvanje asistenta 1979. za predmete Hemijsko-inženjerska termodinamika i Tehnička termodinamika. Na Tehnološko-metalurškom fakultetu u Beogradu izabrana je 1983. u zvanje asistenta na Katedri za opšte tehničke nauke, za predmete Elementi mašina i aparata i Inženjersko crtanje. U zvanje naučnog saradnika izabrana je 1985. na Tehnološko-metalurškom fakultetu u Beogradu i 1994. u Institutu za tehnologiju nuklearnih i drugih sirovina u Beogradu, na kome je 1996. izabrana i u zvanje Višeg naučnog saradnika. Na Fakultetu Tehničkih nauka Univerziteta u Novom Sadu izabrana je 2001. za vanrednog profesora za predmete Upravljanje otpadom i opasnim materijama i Održivo korišćenje prirodnih resursa i sistem zaštite životne sredine, a 2006. za redovnog profesora, za naučnu oblast inženjerstvo životne sredine (tehničko-tehnološke nauke). Na Univerzitetu Edukons izabrana je 2008. u zvanje redovnog profesora za naučnu oblast nauka životne sredine (prirodno-matematičke nauke).

## Ostala radna angažovanja
Radila je u različitim institucijama na federalnom nivou SFR Jugoslavije, uključujući Savezni zavod za mere i dragocene metale (1982—1988), Savezno ministarstvo za životnu sredinu i druga ministarstva nadležna za životnu sredinu (1993-2001), kao viši savetnik za pitanja zaštite i unapređivanje životne sredine. Od 2001. do 2004. radila je u institucijama na nivou Republike Srbije, u Ministarstvu zdravlja i zaštite životne okoline, kao direktor Uprave za zaštitu životne okoline (2001-2002) i u Vladi Srbije kao Ministar za zaštitu prirodnih bogatstava i životne sredine (juni 2002 – mart 2004), kada je uspostavila ambiciozne zakonodavne programe u oblasti životne sredine. Uspostavila je regionalnu i intenzivnu međunarodnu saradnju; bila je Šef jugoslovenske delegacije na UN Samitu o održivom razvoju 2002. u Johanezburgu, Južna Afrika.
Radila je u Gradskom zavodu za zaštitu zdravlja Beograd (2004-2008) na mestu načelnika Jedinice za procenu uticaja i izradu analiza, elaborata i studija, Univerzitetu Edukons (2008-2011) kao redovni profesor i dekan Fakulteta zaštite životne sredine, kao i redovni profesor na Fakultetu tehničkih nauka Univerziteta u Novom Sadu – Departman za inženjerstvo životne sredine (2011-2014).
Radila je sa i za Program UN za životnu sredinu (UNEP)  od 1997. godine na razvoju regionalne saradnje i sprovođenju multilateralnih sporazuma u oblasti životne sredine. U ekspertskom i konsultantskom angažovanju radi na različitim projektima u Srbiji, Crnoj Gori, Bosni i Hercegovini, Severnoj Makedoniji, Albaniji, Turskoj, Hrvatskoj, Belgiji, Italiji, Austriji i dr. Kao ekspert bila je član Saveta Evropske banke za rekonstrukciju i razvoj za životnu sredinu (EBRD – ESAC / ENVAC), London, Velika Britanija (2005—2010), učestvujući u razvoju agende za životnu sredinu i održivost Banke. Na listi je eksperata Akademskog saveta Ujedinjenih nacija (ACUNS). Član je Komisije Republike Srbije za saradnju sa  UNESCO od 2008. do 2015.godine, a od 2015. je članica Pregovaračkog tima o pristupanju Republike Srbije Evropskoj uniji, zadužena za oblast životne sredine i klimatskih promena.
Jedan je od osnivača i počasna predsednica strukovnog udruženja „Ambasadori održivog razvoja i životne sredine”. Takođe je počasna predsednica Srpske asocijacije za upravljanje otpadom (SeSWA) i koordinatorka za zelenu ekonomiju Instituta za javnu politiku. Tokom dela života u SAD bila je i volonterski direktorka predškolske ustanove u okviru Renselear Politehničkog Instituta (1991-1992).

## Oblast rada
Oblast naučno-istraživačkog, razvojnog i stručnog rada kojim se bavi obuhvata na početku oblast hemijskog inženjerstva i hemijsko-inženjerske termodinamike, zatim nauke o materijalima, nauke o životnoj sredini kroz namenska istraživanja i postavljanje sistema zaštite. Uža oblast naučnog rada u ovom periodu je iskorišćavanje otpadnih materijala i upravljanje otpadom i procesima, inženjerstvo zaštite životne sredine, kao i strateško postavljanje održivog razvoja i klimatskih promena.

## Publikacije
Kao autor ili koautor objavila je do sada preko 320 bibliografskih jedinica različitih kategorija (u Kartonu naučnih radnika Univerziteta u Novom Sadu je navedeno 320) od kojih se u bazi SCOPUS nalazi 25 naučnih radova (najviše kategorije), koji su citirani 137 puta. Prema Research Gate citiranost naučnih radova je 229. Ima objavljenje radove u renomiranim časopisima kao što su Chemical Engineering Science, AIChE Journal, Fluid Phase Equilibria, Cement and Concrete Research, Journal of the American Ceramic Society, Renewable and Sustainable Energy Reviews, Environmental Engineering and Management Journal, Journal of environmental protection and ecology.
Bila je mentor pet doktorskih radova i  tri magistarska rada, na Univerzitetu u Novom Sadu, Univerzitetu Edukons, Univerzitetu u Beogradu i Univerzitetu u Banjoj Luci, kao i eksterni ocenjivač za dve doktorske teze na Univerzitetu Witwatersrand u Johanezburgu, Južnoafrička Republika (2011). 
Recenzent je u različitim naučnim časopisima, uključujući Journal of Environmental Management, Environmental Science and Pollution Research, International Journal of Sustainable Energy, Tourism Management Perspectives. Član je uređivačkog odbora časopisa Environmental Research and Technology.

## Članstva
Član je Mreže ministarki i liderki u oblasti životne sredine Programa Ujedinjenih nacija za životnu sredinu (od 2002. godine, kao ministarka, a zatim kao Ambasadorka održivog razvoja i životne sredine).
Član je međunarodnog naučnog odbora Konferencije za upravljanju otpadom na Sardiniji, Italija (od 2003); član naučnog odbora Simpozijuma o upravljanju otpadom Eur Asia, Turska (od 2014). Predsednik naučnog odbora za jugoistočnu Evropu Svetske konferencije o upravljanju otpadom Međunarodne asocijacije za upravljanje otpadom (ISWA), Novi Sad, 2016. Postala je član Srpskog hemijskog društva 1972. godine. U periodu 2005—2014 predsednik naučnog i organizacionog odbora Konferencija „Životna sredina ka Evropi”, Beograd.

## Priznanja i nagrade
- 1965. dobila zlatnu selenitsku značku Vazduhoplovnog saveza Jugoslavije i počasno zvanje "selenit-kosmonaut"
- 1974. za diplomski rad dobila je Oktobarsku nagradu grada Beograda za najbolje stručne i naučne radove studenata Univerziteta u Beogradu,
- 1976. dobila je Plaketu Tehnološko-metalurškog fakulteta Univerziteta u Beogradu povodom 50-godišnjice rada ove visokoškolske ustanove,
- 2005. bila je nominovana i bila u užem izboru za UNEP priznanje „Šampioni planete”, za inicijativu regionalne kohezije u oblasti životne sredine,
- 2006. od strane Programa UN za životnu sredinu 2006. godine prepoznata je kao žena lider Zapadnog Balkana u oblasti životne sredine.

## Spoljašnje veze
- „Anđelka Mihajlov”. ORCID. Архивирано из оригинала 03. 11. 2021. г. Приступљено 8. 3. 2020.(језик: енглески)
- „ISWA World Congress 2016. Novi Sad”. ISWA. Приступљено 9. 3. 2020.(језик: енглески)
- „International Advisory Board”. Sardinia 2019. Приступљено 8. 3. 2020.[мртва веза](језик: енглески)